# Maciejowice
Maciejowice – miasto w Polsce, położone w województwie mazowieckim, w powiecie garwolińskim, w miejsko-wiejskiej gminie Maciejowice. Siedziba gminy oraz rzymskokatolickiej parafii Wniebowzięcia Najświętszej Maryi Panny.

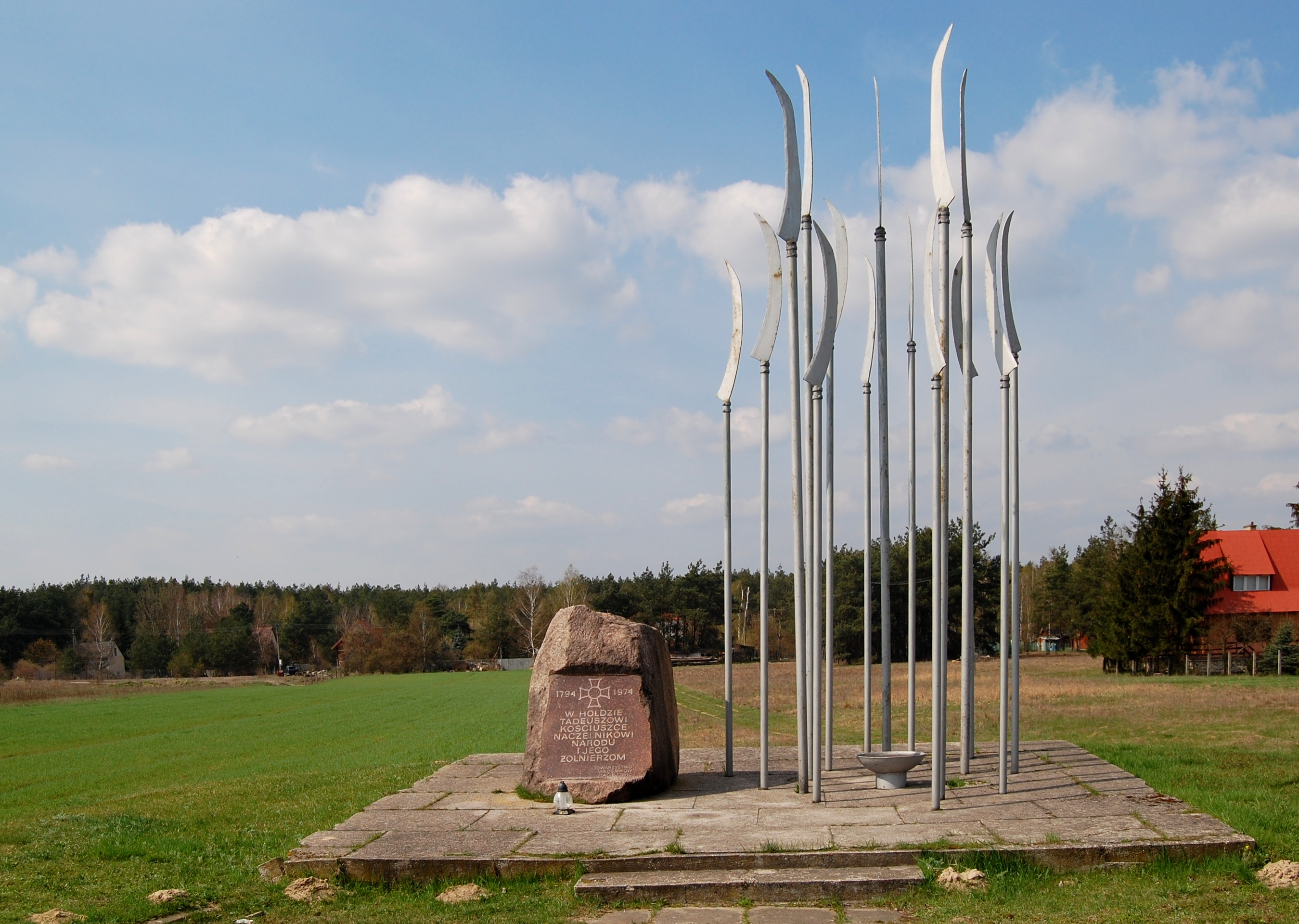
Pomnik w Maciejowicach z 1974 r. autorstwa Macieja Krysiaka upamiętniający bitwę z 1794 r.

Maciejowice uzyskały lokację miejską w 1507 roku. Zostały pozbawione praw miejskich 13 października 1870 i włączone do gminy Maciejowice w powiecie garwolińskim. W latach 1867–1954 siedziba wiejskiej gminy Maciejowice, 1954–1972 gromady Maciejowice, a od 1973 reaktywowanej gminy Maciejowice. W latach 1975–1998 należały administracyjnie do województwa siedleckiego. 1 stycznia 2024 odzyskały status miasta.
| SIMC    | Nazwa     | Rodzaj       |
| ------- | --------- | ------------ |
| 0680510 | Podjaminy | część miasta |

## Położenie
Maciejowice leżą 80 km od Warszawy nad Okrzejką, dopływem Wisły, na południowym krańcu województwa mazowieckiego i wchodzą w skład powiatu garwolińskiego. Przez miejscowość przechodzi droga wojewódzka nr 801 z Warszawy do Puław. Historycznie Maciejowice położone są na ziemi stężyckiej w dawnym województwie sandomierskim w Małopolsce.

## Rys historyczny
- epoka brązu – pierwsze osadnictwo kultury łużyckiej;
- 1155 – nadanie przywileju na miasto Kochów (1 km na południe od Maciejowic – przywilej lokacyjny Kazimierz II Sprawiedliwy) dla klasztoru kanoników regularnych z Czerwińska przez Henryka Sandomierskiego;
- XII w. – powstanie parafii w Kochowie, przebiega tutaj szlak do przeprawy z Mazowsza na Ruś;
- koniec XV w. – właścicielem zostaje stolnik sandomierski Kacper Maciejowski (odgałęzienie rodu Ciołków);
- 1507 – lokacja miasta Maciejowice na gruntach wsi Ostrów na mocy przywileju króla Zygmunta I Starego;
- 1525 – sprzedaż Kochowa przez zakonników;
- 1557 – nadanie przywilejów przez króla Zygmunta Augusta za zasługi dla kasztelana sandomierskiego Stanisława Maciejowskiego na: prawa miejskie magdeburskie, jarmarki w maju, targi we wtorek i budowę fortalicjum (zamku obronnego);
- XVI w. – przeniesienie parafii z Kochowa, miasto w rękach Maciejowskich;
- XVII w. – kolejni właściciele to kolejno Szyszkowscy, Oleśniccy, Zbąsscy i Tarłowie, powstaje w mieście szpital;
- od 1705 – własność Potockich;
- 1792 – własność rodu Zamoyskich, założenie Szkoły Rolniczej w Podzamczu;
- 10 października 1794 – bitwa pod Maciejowicami;
- 1800 – ordynatem zamoyskim zostaje Stanisław Kostka hrabia Zamoyski, założył park w Podzamczu, buduje pałac w miejscu zburzonego w czasie bitwy maciejowickiej zamku, cegielnię, garkarnię, fabryczkę tkacką, gorzelnię i browar;
- 1803 – zwolnienie mieszczan maciejowickich z pańszczyzny;
- 28 stycznia 1863 – sformowana w Maciejowicach partia powstańcza dowodzona przez pułkownika Walentego Lewandowskiego bez powodzenia zaatakowała stacjonujący w Łaskarzewie batalion saperów rosyjskich;
- 1870 – utrata praw miejskich;
- lipiec–sierpień 1915 zacięta obrona Rosjan przed Niemcami
- 13 sierpnia 1920 – do Kobylnicy dotarły wojska bolszewickie z Grupy Mozyrskiej;
- wrzesień 1939 – ewakuacja 13 Dywizji Piechoty i Wileńskiej Brygady Kawalerii z Armii „Prusy” przez drewniany most w Przewozie, 9 września most wysadzony w powietrze, tutaj Wisłę przekroczył oddział „Hubala”;
- 1963 – otwarcie szkoły tysiąclatki;
- 1988 – otwarcie Muzeum Tadeusza Kościuszki;
- 1990 – przejęcie znacjonalizowanego majątku Podzamcze przez Agencję Rolną Skarbu Państwa i Gminy.
- 2024 – odzyskanie praw miejskich

10 października 1794 roku w pobliżu miasta miała miejsce bitwa pomiędzy wojskami polskimi dowodzonymi przez gen. Tadeusza Kościuszkę a wojskami rosyjskimi, zwana później bitwą pod Maciejowicami.
W czasie okupacji niemieckiej mieszkająca we wsi rodzina Sadłów udzieliła pomocy Meirowi, Lejbowi Leonowi Felhender oraz Mojżeszowi, Józefowi i Racheli Honig. W 1993 roku Instytut Jad Waszem podjął decyzję o przyznaniu Piotrowi i Stefanii Sadło tytułu Sprawiedliwych wśród Narodów Świata.

## Zabytki
- brukowany rynek w Maciejowicach z ratuszem z halami targowymi, mieszczący muzeum oraz dawny szpital z 1796 r. w pierzei zachodniej rynku kościół parafialny pod wezwaniem Wniebowzięcia NMP 1772–1780 fundacji Ignacego Potockiego, w miejscu drewnianego przeniesionego z Kochowa w 1681 r., przebudowany w latach 1880–1881 według projektu Leonarda Marconiego
- grobowiec Zamoyskich z 1908 r. na tyłach kościoła według projektu Ksawerego Makowskiego
- pomnik Tadeuszowi Kościuszce przy szkole z dwiema armatami odsłonięty w 1984 r. projektu Stanisława Strzyżewskiego
- pomnik Tadeuszowi Kościuszce na rynku odsłonięty w 1976 r. projektu Mieczysława Weltera
- pomnik z kosami na sztorc przy drodze do Podzamcza projektu Macieja Krysiaka
- zespół pałacowy w Podzamczu w miejscu zamku z XVI w. z ciekawymi stajniami w parku pałacowym
- cmentarz żydowski

## Galeria

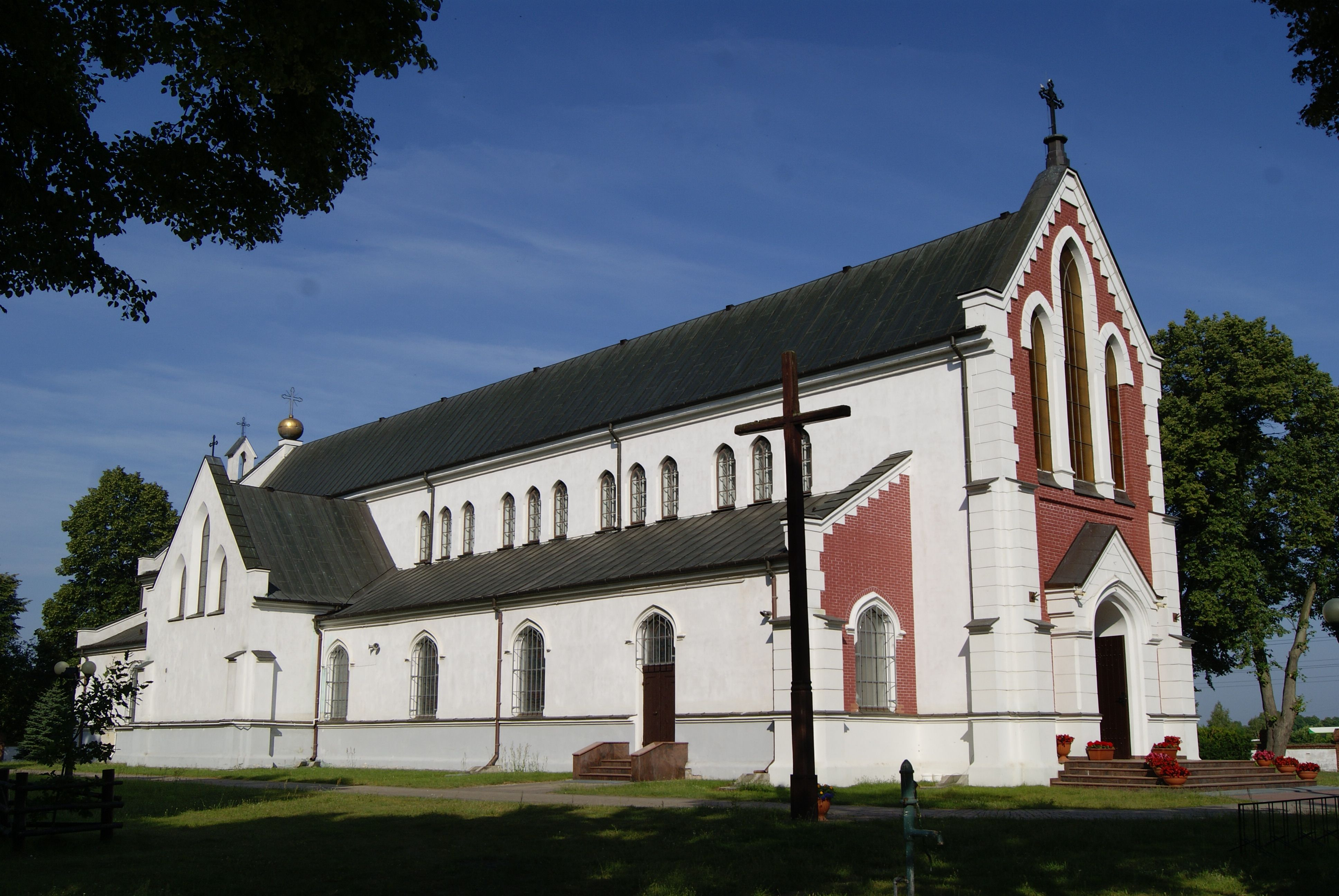
Kościół Wniebowzięcia NMP
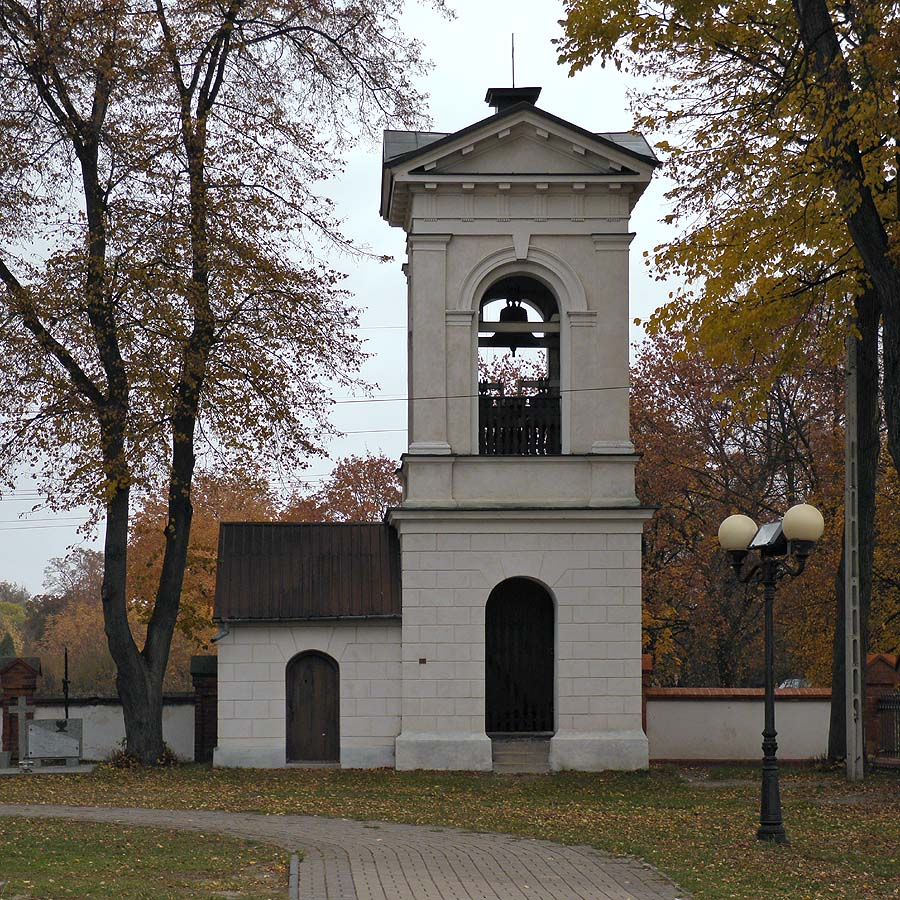
Dzwonnica
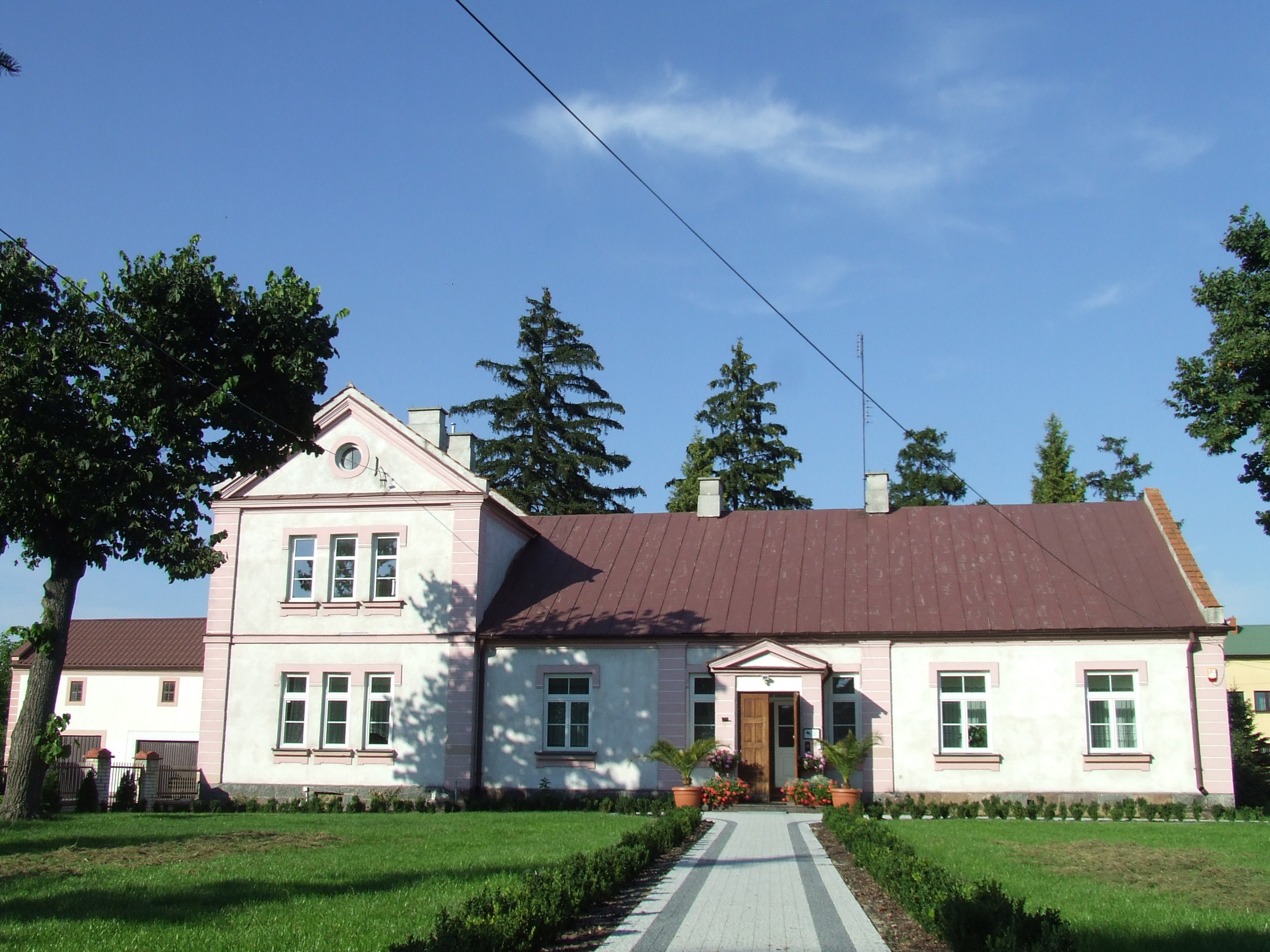
Plebania
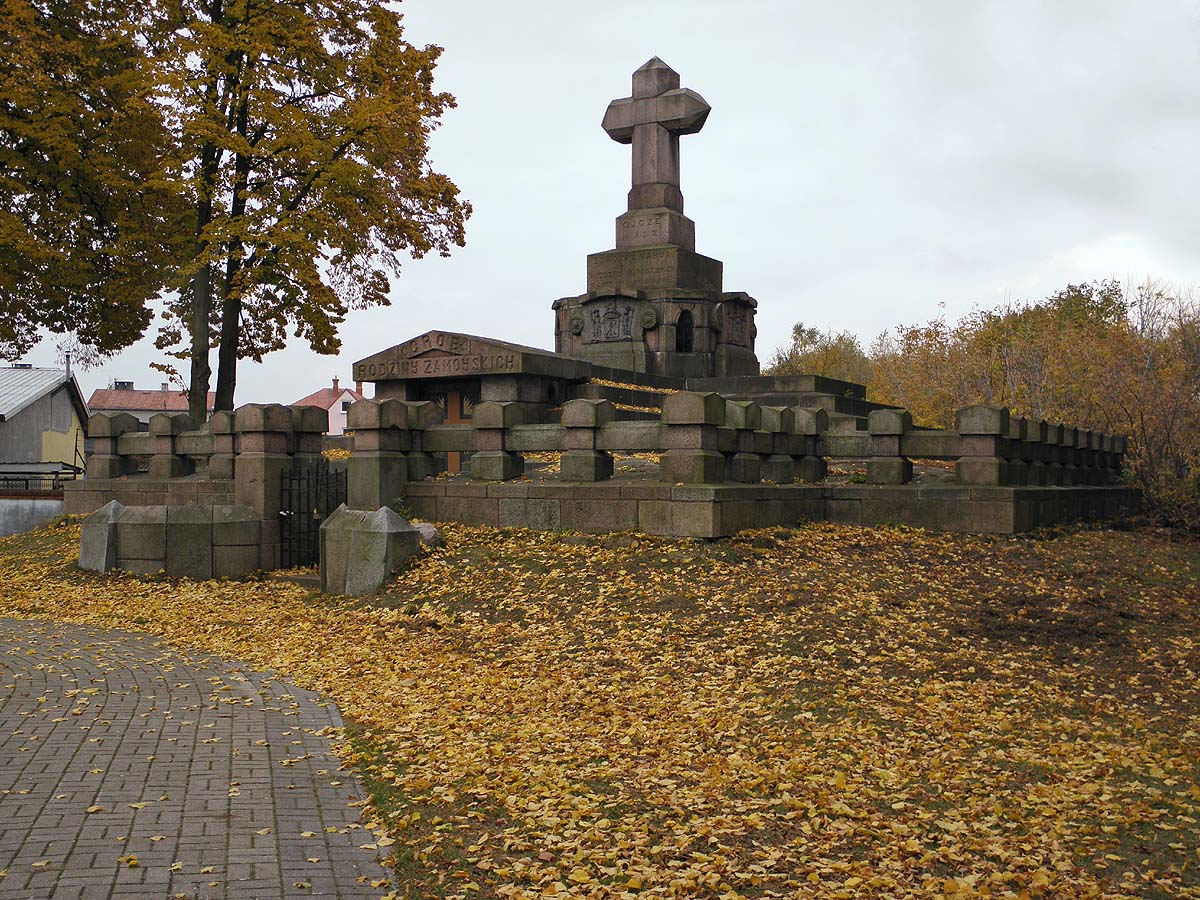
Mauzoleum rodziny Zamoyskich, obok kościoła
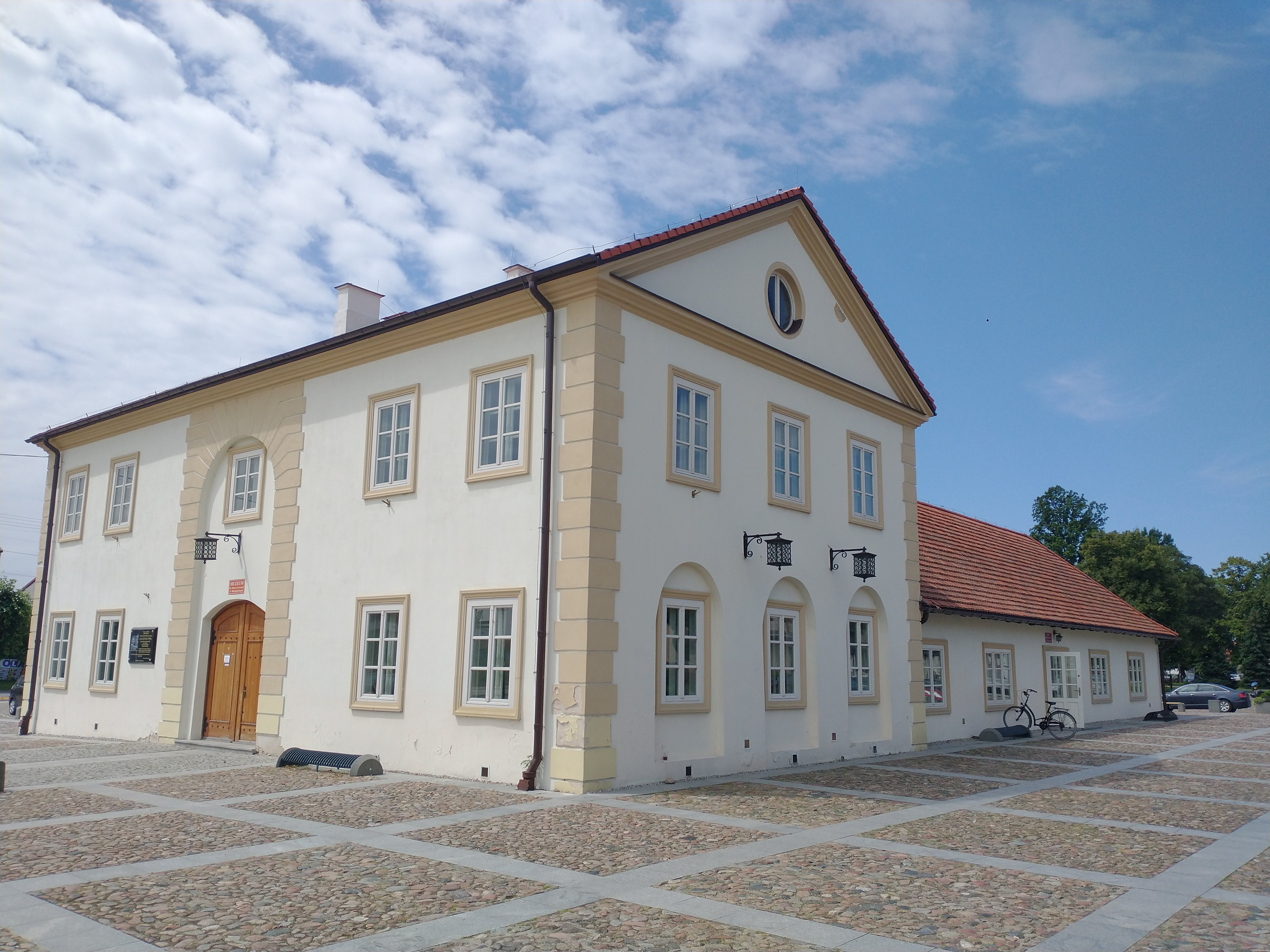
Rynek i ratusz po rewitalizacji
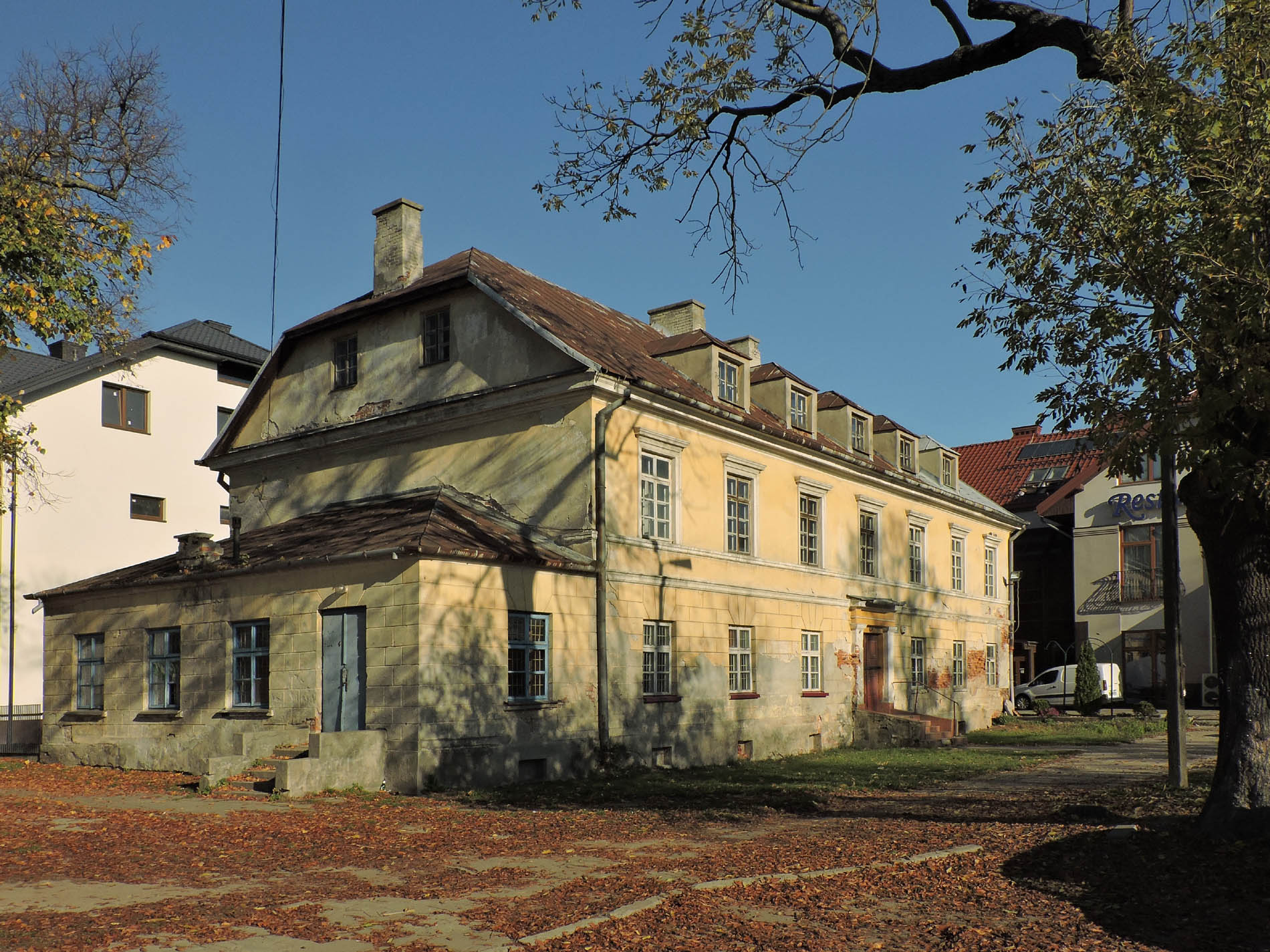
Dawny szpital